# Alberto Carías Pedraza
Alberto Carías Pedroza, alias "El Chino", fue un político miembro de la organización venezolana Tupamaro y líder de la sección del Movimiento Revolucionario Túpac Amaru (MRTA) en Venezuela y de su aparato militar.

## Biografía
Criado por su abuela, miembro del Partido Comunista de Venezuela, fue integrante de la agrupación guerrillera Bandera Roja gracias a su primo. Fue capturado por la policía a los 12 años tras dejar una bomba que explotó antes de tiempo.
Fue fundador del Frente Guerrillero Américo Silva. Participó en diversas acciones en Nicaragua y El Salvador, estando relacionado con Radio Rebelde que transmitía en Honduras. Además, tuvo contacto con Ilich Ramírez Sánchez, alias "El Chacal". En 1982 fue parte de la fundación del Movimiento Revolucionario Túpac Amaru (MRTA).
En 1985, tomó contacto con militares venezolanos que le informaron de la creación del Movimiento Bolivariano Revolucionario 200 (MBR-200), liderado por Hugo Chávez. Carías fue parte de la planificación de lo que sería el intento de golpe de Estado de Venezuela de 1992.
Durante el golpe de Estado de Venezuela de 2002, Carías, junto a un grupo de tupamaros, se enfrentó a los partidarios del golpe en las instalaciones de la Dirección de los Servicios de Inteligencia y Prevención (DISIP). Fue subsecretario de Seguridad Ciudadana de Caracas durante la gestión de Juan Barreto.
En el año 2009, fue invitado a participar en una convención del partido Patria Libre, llegando acompañado de Jesús Zaragoza, por entonces auxiliar en el despacho congresal de Roger Nájar. Fue captado dando vivas a Víctor Polay Campos, Lucero Cumpa, Peter Cárdenas Schulte, entre otros; además de reunirse con Luis Gordon y Otilia Campos, madre de Polay Campos. El objetivo de Carías era trasladar a miembros del MRTA para recibir entrenamiento. En un discurso, Carías defendió la revolución bolivariana y recomendó a los presentes inscribir la candidatura de los emerretistas detenidos "para asaltar el poder nacional" por medios democráticos.
En el año 2012, en una entrevista del diario ABC, amenazó a la oposición venezolana que si no reconocían la victoria de Hugo Chávez iban a salir a las calles a enfrentarlos con armas ya que estaban "bien armados. Vamos en moto, coche o a pie. Y si vemos agitación en la calle, nos ponemos la capucha y sacamos las armas". En el año 2013, amenazó a Leopoldo López y Julio Borges. En el año 2014, fue acusado por el secretario de los Tupamaros, José Pinto, de ser “un doble agente utilizado por la derecha” mientras que otros lo señalaban como parte del ala radical del chavismo.
Falleció en Caracas en 2017 tras una complicación en una operación en la vesícula.